# François Noël Anquetin de Beaulieu
François Noël Anquetin de Beaulieu est un homme politique français né en 1749 à Beaulieu (Calvados) et décédé le 15 février 1800 à Paris.
Homme de loi, il est accusateur public, puis procureur syndic du département. Proscrit sous la Terreur, il est élu député de la Seine-Inférieure au Conseil des Anciens le 25 germinal de l'an VII. Favorable au coup d'État du 18 Brumaire, il siège au corps législatif jusqu'à sa mort.

## Sources
- « François Noël Anquetin de Beaulieu », dans Adolphe Robert et Gaston Cougny, Dictionnaire des parlementaires français, Edgar Bourloton, 1889-1891 [détail de l’édition]